# Ethan de Groot
Pour les articles homonymes, voir De Groot.

a Compétitions nationales et continentales officielles uniquement.

b Matchs officiels uniquement.
Dernière mise à jour le 25 novembre 2024.
Ethan de Groot, né le 22 juillet 1998 à Gold Coast (Australie), est un joueur international néo-zélandais de rugby à XV, évoluant au poste de pilier. Il joue avec la franchise des Highlanders en Super Rugby depuis 2020, et avec la province de Southland en NPC depuis 2018.

## Biographie
Ethan de Groot est né à Gold Coast dans l'État du Queensland en Australie, de parents néo-zélandais. Il retourne vivre dans son pays d'origine à l'âge de deux ans lorsque ses parents s'installent à Gore dans la région du Southland,

## Carrière

### En club
Ethan de Groot commence à jouer au rugby à l'âge de cinq ans avec l'Albion-Excelsior Rugby Club dans la ville de Gore où il a grandi.
Lors de son adolescence, il continue sa formation rugbystique avec l'équipe de la Gore High School (en) dans le championnat lycéen local, tout en s'entraînant avec l'équipe senior du club de Riversdale. Parallèlement, il entre à l'académie de la province de Southland à l'âge de 15 ans. En 2016, il quitte Gore pour rejoindre la Southland Boys' High School (en) à Invercargill, où il effectue la dernière année de son cursus scolaire. Cette année là, il remporte le championnat lycéen de l'île du Sud avec l'équipe de son établissement.
Après avoir terminé sa scolarité, il rejoint en 2017 le club des Pirates-Old Boys d'Invercargill, engagé dans le championnat amateur de la région de Southland. Il connaît alors une saison gâchée par des blessures à l'épaule, ce qui l'empêche de vraiment s'y imposer. L'année suivante, il change de club et rejoint les Invercargill Blues, au sein du même championnat.
En septembre 2018, après une bonne saison au niveau amateur, il rejoint le groupe senior de la province de Southland, qui connaissent plusieurs blessures au poste de pilier,. Il fait ses débuts professionnels en NPC le 8 septembre contre les Counties Manukau. Il joue six rencontres lors de la saison, dont deux titularisations. La saison suivante, il ne joue que deux rencontres avec Southland, avant qu'une blessure ne lui fasse manquer le reste de la compétition.
Malgré sa saison 2019 difficile, et son inexpérience, il est recruté par la franchise des Highlanders pour disputer la saison 2020 de Super Rugby,. En mars 2020, alors qu'il doit faire ses débuts en tant que remplaçant contre les Jaguares, le match est annulé au dernier moment, puis la saison est définitivement interrompue à cause de la pandémie de Covid-19,. Il joue finalement son premier match avec les Highlanders le 19 juillet 2020 lors du Super Rugby Aotearoa,. Il dispute deux matchs dans cette première saison au plus niveau, tous comme remplaçant. Toujours en 2020, il enchaîne ensuite avec sa première saison pleine au niveau provincial avec Southland, avec neuf matchs joués,.
La saison suivante, il prend le dessus sur Ayden Johnstone (en) et Daniel Lienert-Brown (en) aux Highlanders, et s'impose comme le titulaire au poste de pilier gauche,. Ainsi, il fait partie de l'équipe finaliste du Super Rugby Trans-Tasman contre les Blues.

### En équipe nationale
Ethan de Groot est sélectionné pour la première fois avec l'équipe de Nouvelle-Zélande en juin 2021 par Ian Foster, afin de participer à la série de test-matchs contre les Tonga et les Fidji,. Il devient le premier joueur issu de la province de Southland à être sélectionné avec les All Blacks depuis Elliot Dixon en 2016, et le premier formé dans cette région depuis treize ans, et Jamie Mackintosh,. Il connaît sa première sélection le 10 juillet 2021 en tant que remplaçant contre les Fidji à Dunedin.
Le 7 août 2023, il est sélectionné pour disputer la Coupe du monde en France. Son équipe termine la compétition à la seconde place, après une défaite en finale face à l'Afrique du Sud. D'un point de vue personnel, il est titularisé lors du match d'ouverture face à la France, avant d'être remplaçant face à la Namibie, match où il écope d'un carton rouge pour un placage dangereux,. Pour ce geste, il est suspendu pour une durée de deux matchs, lui faisant manquer la fin de la phase de poule. Il fait son retour pour le quart de finale face à l'Irlande, et se voit titularisé pour toute la phase finale.

## Palmarès

### En club
- Finaliste du Super Rugby Trans-Tasman en 2021 avec les Highlanders.

### En équipe nationale
- Vainqueur du Rugby Championship en 2022 et 2023.
- Finaliste de la Coupe du monde en 2023.

## Statistiques
Au 25 novembre 2024, Ethan de Groot compte 29 capes en équipe de Nouvelle-Zélande, dont 23 en tant que titulaire, depuis le 10 juillet 2021 contre l'équipe des Fidji à Dunedin,.
Avec les All Blacks, il dispute une Coupe du monde en 2023. Il participe à trois éditions du Rugby Championship, en 2022, 2023 et 2024. Il dispute douze rencontres dans cette compétition,.